# Spathius anervis
Spathius anervis (лат.) — вид паразитических наездников рода Spathius из семейства Braconidae (Doryctinae). Океания: Фиджи (Viti Levu, Lami).

## Описание
Длина тела самок 2,3 мм, длина переднего крыла 1,7 мм. Основная окраска красновато-коричневая. Щупики жёлтые. Нижнечелюстные щупики 6-члениковые, нижнегубные щупики состоят из 4 сегментов. Птеростигма коричневая. В усиках самок 21 членик. Предположительно, как и близкие виды, идиобионтные эктопаразитоиды личинок жуков. Вид был впервые описан в 1995 году российским гименоптерологом Сергеем Белокобыльским (ЗИН РАН, Санкт-Петербург, Россия).